# Střízlík černohlavý
Střízlík černohlavý (Donacobius atricapilla) je druh amerického pěvce, jediný zástupce rodu Donacobius a čeledi Donacobiidae.

## Systematika
Ačkoli první popis střízlíka černohlavého vypracoval již francouzský přírodovědec Mathurin Jacques Brisson roku 1760, platný vědecký popis zhotovil teprve Carl Linné ve dvanáctém vydání Systema naturae z roku 1766. Pro ptáka zvolil vědecké jméno Turdus atricapilla. Popisnou autoritu současného rodu Donacobius představuje anglický ornitolog William John Swainson (1831). Rodové jméno vychází z řečtiny („donakos“ = „rákos“, „bios“ = „způsob života“), druhové jméno z latiny (ater = „černý“, „capillus“ = „vlasy na hlavě“).
Systematické zařazení rodu Donacobius se v průběhu historie měnilo. Na základě anatomie, sociálního systému a chování se zdálo, že se jedná buďto o zástupce střízlíkovitých (Troglodytidae), anebo drozdcovitých (Mimidae). Tento pohled nicméně do určité míry zpochybnily již průkopnické práce založené na hybridizaci DNA, molekulárně-fylogenetické studie pak tento rod identifikovaly jakožto zástupce sylvioidního kladu zpěvných ptáků. Za jeho nejbližší příbuzné je pokládána relativně nově vytyčená čeleď Bernieridae, jejíž zástupci představují endemity ostrova Madagaskar. V současném systému rod Donacobius vystupuje v rámci samostatné čeledi Donacobiidae, vědecky popsané v roce 2006.
V případě střízlíka černohlavého jsou rozeznávány čtyři poddruhy, a to s následujícím areálem výskytu:
- D. a. brachypterus Madarász, G, 1913 – Panama a severní Kolumbie;
- D. a. nigrodorsalis Traylor, 1948 – jižní Kolumbie, východní Ekvádor a východní Peru;
- D. a. atricapilla (Linnaeus, 1766) – Venezuela, guaynský region až severovýchodní Argentina;
- D. a. albovittatus d'Orbigny & Lafresnaye, 1837 – jihozápadní Brazílie a Bolívie.

## Popis
Střízlík černohlavý představuje středně velký druh pěvce s protáhlým tělem, zakulacenými křídly, stupňovitým ocasem, statnými končetinami a středně dlouhým rovným zobákem. Celková tělesná velikost činí asi 21,5 až 22 cm, s hmotností v rozsahu 31 až 42 g. Opeření je u samců i samic podobné. Svrchní partie včetně hlavy se pohybují v leskle černých až hnědých odstínech, zatímco opeření na spodku těla nese různé odstíny žluté, se sytě vybarvenými skvrnami po stranách hrdla a tmavým pruhováním na bocích. Letky jsou sytě černé, s bílou skvrnou na základně ručních letek, zatímco ocasní pera mají černo-bílé zbarvení. Duhovka je výrazně žlutá, zobák černý a končetiny zelenožluté.

## Chování

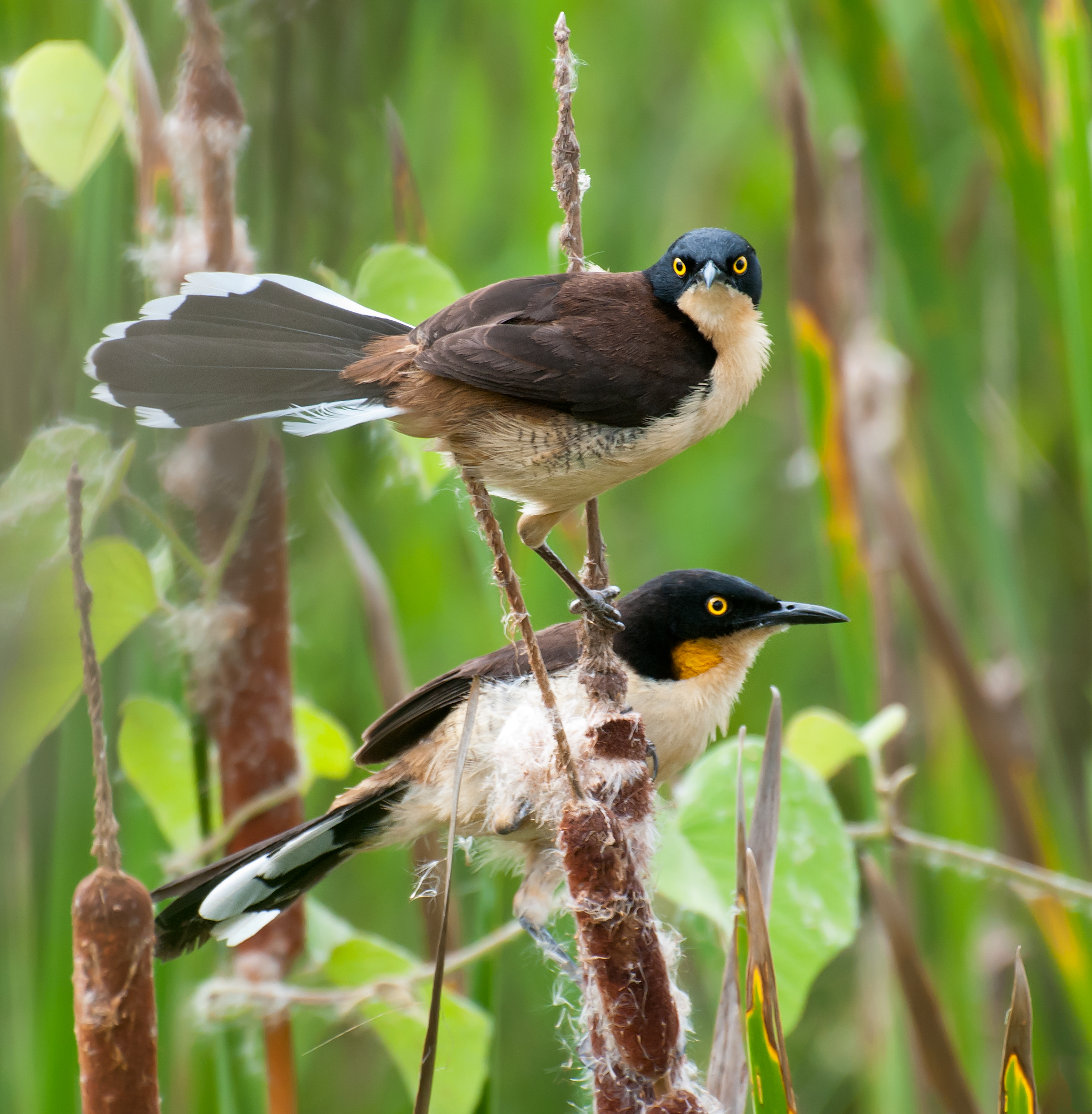
Dvojice střízlíků (Piraju, Sao Paulo, Brazílie)

Střízlík černohlavý je vázán na nížinné mokřadní a bažinaté oblasti Střední a Jižní Ameriky, typicky žije maximálně do nadmořské výšky asi 600 m, zřídka až do 1 400 m (v Ekvádoru). Nemigruje. Živí se takřka výlučně hmyzem a jinými bezobratlými, které loví především z okolní vegetace, někdy však i na zemi, občas letící hmyz uchvátí přímo za letu. Relativně malá teritoria si střízlící vymezují pro obě pohlaví specifickým zpěvem, typicky předváděným v koordinovaných duetech. V úživných stanovištích může být střežená oblast často jen několik metrů široká a až 100 metrů dlouhá. K hnízdnímu páru se často přidružuje i potomstvo z předchozích snůšek (tzv. „helpers“), jež s vydržováním území napomáhá, zároveň se podílí na péči o nově vylíhnutá mláďata a ochraně před predátory. Větší počet vyvedených mláďat hnízdního páru pozitivně koreluje právě s přítomností podobných pomocníků.
Zvláště na severu areálu výskytu může hnízdní období střízlíka černohlavého zasahovat do mnoha měsíců roku (leden–srpen). Hluboké šálkovité hnízdo tvoří rostlinná vlákna, hadí svlečky a jiný vhodný materiál. Jeho stavbu zajišťuje především samice, jež se nezdráhá materiál pro stavbu hnízda ukrást jiným ptákům v okolí. Hnízdo si buduje ve vegetaci nízko nad vodou (max. asi 1 metr), nad souší bývá umístěno výše. Vajíčka jsou purpurově bílá se skvrněním, v počtu 2 až 3 na snůšku. Velikost snůšky se může lišit v závislosti na obývané lokalitě. Inkubaci zajišťuje výhradně samice, následnou péči o mláďata i samec a pomocníci. Inkubační doba trvá 16 až 18 dní a zhruba stejný čas stráví mláďata na hnízdě.

## Ohrožení
Mezinárodní svaz ochrany přírody (IUCN) považuje ve svém vyhodnocení stavu ohrožení z roku 2020 střízlíka černohlavého za málo dotčený druh. Jde o hojného ptáka s početnou populací, která dle odhadů činí 5 až 50 milionů dospělých jedinců (byť populační trend se zdá být mírně klesající).